# Caires
Caires ist eine Gemeinde im Norden Portugals.
Caires gehört zum Kreis Amares im Distrikt Braga, besitzt eine Fläche von 4,7 km² und hat 878 Einwohner (Stand 19. April 2021).